# Franz Alice Stern
Franz Alice Stern (de nacimiento Francesco Stella; Bari, 20 de septiembre de 1990) es un multinstrumentista, DJ, ingeniero y productor Italiano. Reside actualmente en Berlín.

## Biografía
Nacido en Italia, Stern comenzó a estudiar teoría musical y piano a la edad de cuatro años y continuó sus estudios de composición clásica hasta 2011. A la edad de nueve años descubrió la música electrónica. Stern estudió Derecho en la Universidad Militar de Bari. Además, Franz está involucrado en la lucha contra la pobreza, apoyando ONG como UNICEF y ACNUR, también está comprometido con la defensa y promoción del derecho internacional humanitario y la protección de los derechos humanos.

Estudió ingeniería de audio en Londres en Point Blank Music School.

## Carrera musical
Seguramente su fondo «clásico» le ayudó a definir un estilo personal; de hecho, es muy fácil reconocer sus producciones, que mezclan los arpegios de Johann Sebastian Bach con la batería y el bajo del techno de Detroit.
Stern comenzó a ser un músico profesional en 2014 cuando lanzó su primer EP en Trapez LTD, Y en Get Physical Music. En 2015 Stern hizo su debut en Suol remixando Fritz Kalkbrenner y en Sony Music, remezclando «Supergirl» por Anna Naklab Y Alle Farben, ganando varios discos de platino. Durante este período Franz decidió mudarse a Berlín. En 2016, lanzó de nuevo en Trapez Ltd con el EP «Normal Minds». En mayo de 2016 debutó también en Click Records junto con un remix de Reinier Zonneveld. Su canción Gravity, lanzada por Parquet Recordings en el verano de 2016, escaló rápidamente en el ranking mundial. En el mismo año alcanzó 2000+ días en el Top 100 de Beatport. A menudo invitado a jugar en los mejores clubes europeos e internacionales en octubre de 2016 se presentó en el Amsterdam Dance Event Y el mes siguiente, se unió a la discográfica Katermukke.
Sus canciones son regularmente apoyadas por artistas de talla mundial como Richie Hawtin, Dominik Eulberg y Lucien N Luciano.
Beatport lo incluyó en una lista especial de los 100 músicos electrónicos más exitosos de 2016, y además su remix de "Rauschhaus - The End Of All Things" fue la 76.ª canción más vendida de 2016 en Traxsource.
En octubre de 2018, las revistas de música electrónica When We Dip y Electronic Groove anuncian el lanzamiento de su nuevo EP White And Black en el label francés "Lost On You", el 100% de los ingresos serán donados a la caridad.

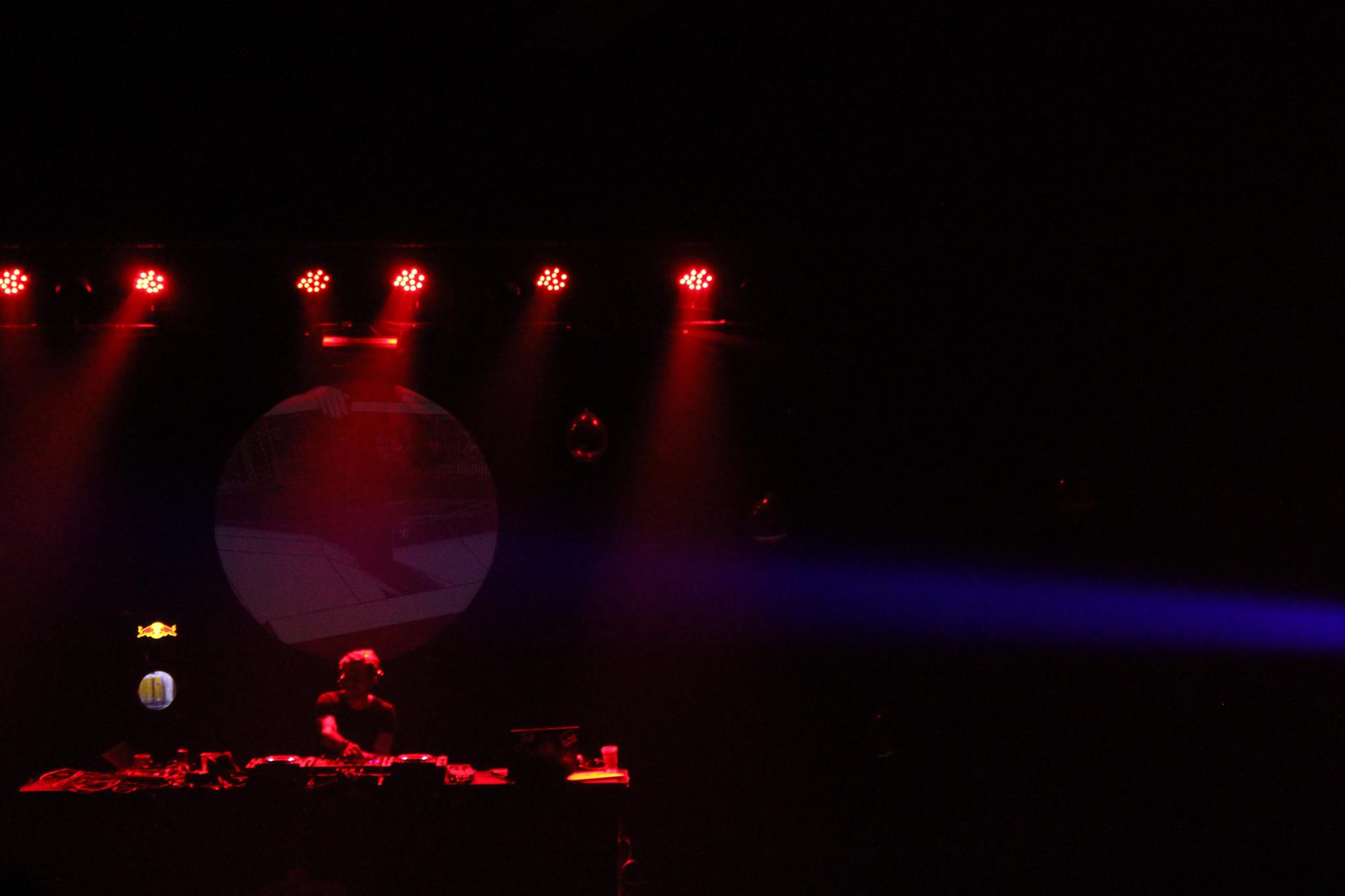
Franz en Sarajevo (Bosnia) 2017

## Discografía seleccionada[14]

### Originals
- 2014 K8 EP // Trapez LTD
- 2014 To Survive // Get Physical Music
- 2015 2nd State // Modernsoul

- 2015 Pretending // Parquet Recordings
- 2015 Adagio In Dmin // Traum Schallplatten
- 2015 North Winds EP // With Compliments
- 2016 Normal Minds EP // Trapez LTD
- 2016 IMmaterial EP // Click Records
- 2016 Gravity // Parquet Recordings
- 2016 Pride And Prejudice // Katermukke
- 2016 Nirvana // Polymath
- 2017 Glory Way // Traum Schallplatten
- 2017 Odi Et Amo // Katermukke
- 2018 White And Black EP // Lost On You
- 2018 A New End EP // Katermukke[15][16]
- 2019 Loud Silence // Bar25

### Remixes
- 2015 Marius Franke - Nails (Franz Alice Stern Remix) // MBF LTD
- 2015 Fynn - Here's My Soul (Franz Alice Stern Remix) // Get Physical Music
- 2015 Jonas Woehl - Leaving Me (Franz Alice Stern Remix) // Lenient Tales
- 2015 Teho - Cliche (Franz Alice Stern Remix) // Parquet Recordings
- 2015 Fritz Kalkbrenner - One Of These Days (Franz Alice Stern Remix) // SUOL
- 2015 Anna Naklab feat. Alle Farben & Younotus - Supergirl (Franz Alice Stern Remix) // Sony Music Entertainment[17]
- 2015 YouKey - Separated Sky (Franz Alice Stern Remix) // Get Physical Music
- 2015 Groove Squared - A.I. (Franz Alice Stern Remix) // OGOPOGO
- 2015 Alexandre Allegretti, Riccii - Survival (Franz Alice Stern Remix) // Making You Dance
- 2016 Ramon Tapia - Split Second (M.in & Franz Alice Stern Remix) // My Favourite Freaks &  Toolroom
- 2016 Bondi - You've Been Fooled (Franz Alice Stern Remix) // Konzeptions
- 2016 Leonard Bywa - Awe (Franz Alice Stern Remix) // With Compliments
- 2016 Fynn - Altered State (Franz Alice Stern Remix) // Get Physical Music
- 2016 Rauschhaus - The End Of All Things (Franz Alice Stern Remix) // Submarine Vibes
- 2016 Allies For Everyone - The Slow (Franz Alice Stern Remix) // Constant Circles
- 2016 Black Shape - Doom Room (Franz Alice Stern Remix) // Tiptop Audio Records
- 2017 Roderic - No Name (Franz Alice Stern Az422 Mix) // Katermukke
- 2017 Roderic - No Name (Franz Alice Stern Latenight Mix) // Katermukke
- 2017 Hibrid - Flower The Black (Franz Alice Stern Remix) // Submarine Vibes[18]
- 2018 Dj Zombi - Lovely (Franz Alice Stern Remix) // Beatboutique
- 2018 Thomas Maschitzke - Dementora (Franz Alice Stern Remix) // Geistzeit
- 2018 Nils Hoffmann - Drift (Franz Alice Stern Remix) // Get Physical Music[19]
- 2018 D-Formation - Stein (Franz Alice Stern Remix) // Beatfreak Recordings
- 2018 SolarSolar - Why Do I (Franz Alice Stern Remix) // Mango Alley
- 2019 Rafael Cerato & Teologen - Divine (Franz Alice Stern Remix) // Einmusika Recordings

### Dj Mix
- 2016 Inner Pocket Moves Vol.3 Mixed By Franz Alice Stern // Trapez LTD[20]